# Mira Glodeanu
Mira Glodeanu (* 1972 in Bukarest) ist eine rumänisch-französische Violinistin, im Bereich historische Aufführungspraxis. 

## Leben
Mira Glodeanu machte ihre Ausbildung zur modernen Violinistin am Bukarester Konservatorium, bei Nicolae Bilciurescu, Modest Iftinchi und den Streichern des "Quatuor Voces". Sie erhielt ihr Solisten-Diplom mit dem Prädikat „Höchste Auszeichnung“. Nach dem Sturz des kommunistischen Regimes bekam sie erstmals Zugang zur Alten Musik und der historischen Aufführungspraxis. Sie folgte zuerst einigen Meisterkursen, hatte Kontakt mit Musikern wie William Christie, Jordi Savall und Manfredo Kraemer. Danach entschloss sie sich, das Studium der Barockvioline und der Aufführungspraxis bei Sigiswald Kuijken in Brüssel aufzunehmen. Noch während des Studiums wurde sie Mitglied dessen Ensembles La Petite Bande. Nach dem Abschlussexamen war sie mehrere Jahre Kuijkens Assistentin.
Im Laufe der Zeit wirkte sie bei Konzerten und Einspielungen der Ensembles Les Arts Florissants, La Fenice, Il Seminario Musicale, Il Gardellino, L’Arpeggiata von Christina Pluhar, Le Poème Harmonique, Les Basses réunis und vielen anderen mit. 1998 gründete sie mit dem französischen Cembalisten Frédéric Haas das "Ensemble Ausonia", welches einige mit internationalen Preisen ausgezeichnete CD-Aufnahmen vorlegen konnte.
Als Konzertmeisterin fungiert sie regelmäßig beim Collegium Vocale Gent, dem belgischen Barockorchester „Les Agrémens“, dem „Al Ayre Espagnol“ in Saragossa, dem „Poème Harmonique“ unter Vincent Dumestre und „La Fénice“ unter Jean Tubéry. Von 2012 bis 2015 hatte sie die Leitung des französischen Ensemble PhilidOr inne.
Sie ist gern gesehener Gast auf einschlägigen internationalen Festspielen, hauptsächlich in Belgien, Frankreich, Spanien, Russland, Kroatien und Rumänien.
Mira Glodeanu ist Professorin für Barockvioline in der französischsprachigen Abteilung des Brüsseler Konservatoriums und Gastdozentin an der Universität Salamanca. Darüber hinaus hält sie jährlich mehrere Meisterkurse in den verschiedenen Ländern Europas ab.
Ihre Instrumente sind eine französische Violine von Augustin Chappuy von 1750, die weitestgehend im Originalzustand erhalten blieb und eine Violine von 1604 des polnischen Geigenbauers Marcin Groblicz aus Krakau, eines mutmaßlichen Schülers von Gasparo da Salò.

## Diskografie (Auswahl)
Insgesamt war Mira Glodeanu an etwa 40 CD- und DVD-Einspielungen mit verschiedenen Ensembles beteiligt.
- 2004: Amans voulez-vous être heureux?, Violinsonaten von  François Francœur,  (Label Alpha)
- 2006: Clavier Sonaten mit obligater Violine J. S. Bach, mit Frédérick Haas. (Label Ambronay)
- 2007: Zélindor, Roi des Sylphes, François Francœur, mit dem Ensemble Ausonia „200 Ans de musique à Versailles“ (CD Nr. 10)
- 2008: Jean-Philippe Rameau Arien, Szenen & Orchesterstücke aus Zais, Zoroastre & Dardanus, mit dem Ensemble Ausonia (Label Alpha)
- 2009: Musik des deutschen Barock für Violine solo, Werke von Bach, Westhoff, Pisendel und Biber (Label Ambronay)